# Lepidiota weiri
Lepidiota weiri är en skalbaggsart som beskrevs av Britton 1978. Lepidiota weiri ingår i släktet Lepidiota och familjen Melolonthidae. Inga underarter finns listade i Catalogue of Life.